# كولن كامبل (رجل أعمال)
كولين سي كامبل رجل أعمال كندي شارك في تأسيس العديد من شركات الإنترنت والتكنولوجيا الناشئة، بما في ذلك إنترنت دايركت وتوكوز وهوستوبيا  وهو حاليًا مُشغل النطاق .club وهو سبب شهرتهُ.

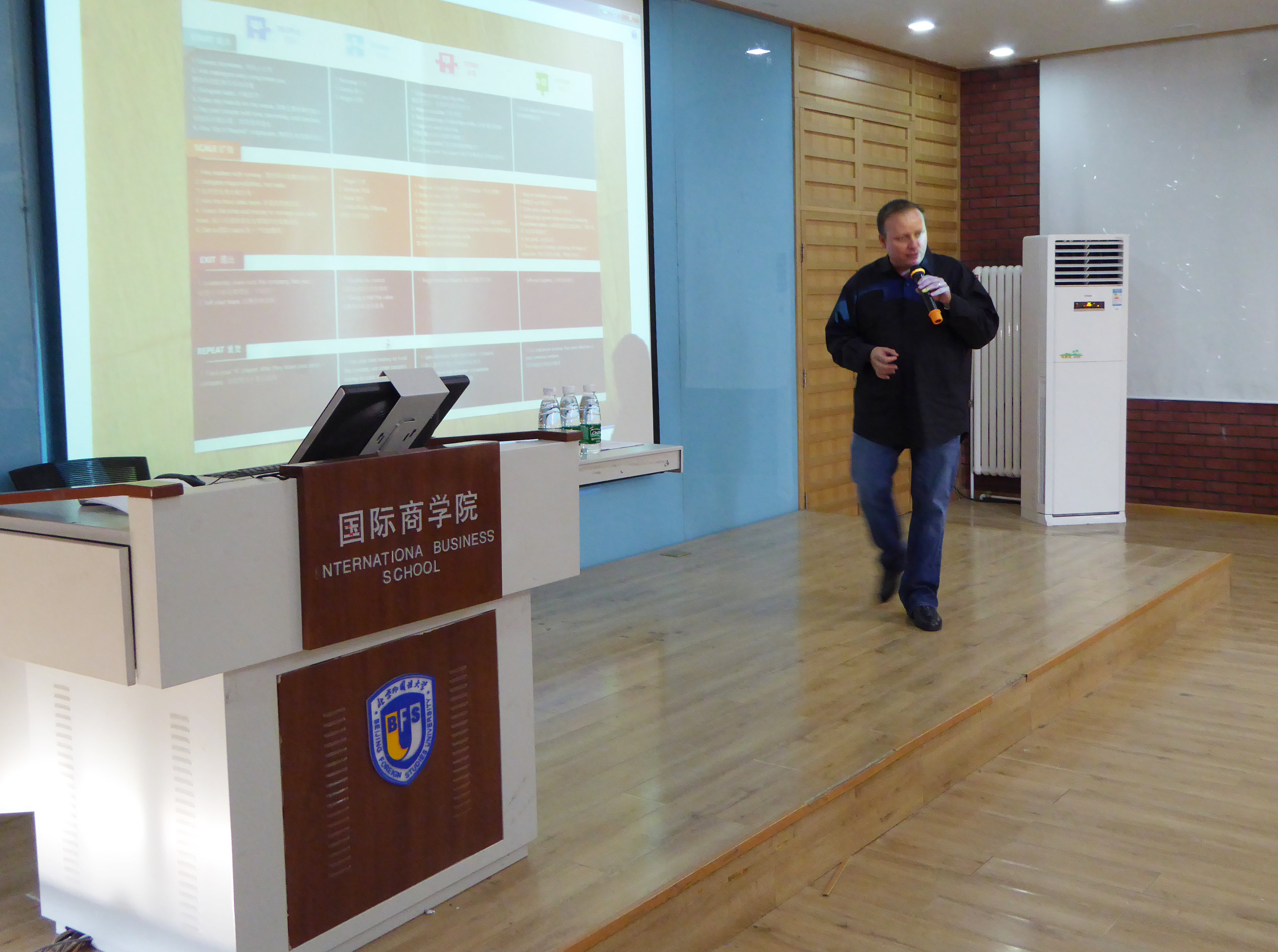
كولين كامبل يلقي محاضرة عن ريادة الأعمال في بكين عام 2015.

## مسار مهني/وظيفي
شارك كولين كامبل في تأسيس العديد من شركات الإنترنت والتكنولوجيا، بما في ذلك الإنترنت المباشر مسجل المجال توكو، وهوستوبيا وغيرها.
شغل منصب الرئيس التنفيذي من 1994 إلى 1999 لشركة إنترنت دايركت، والرئيس التنفيذي لشركة توكو من 1997 إلى 1999.
كامبل هو عضو مؤسس في هيئة تسجيل الإنترنت الكندية (CERA) وعمل في مجلس إدارتها من يونيو 2001 إلى يناير 2003.
في مايو 2015، تمت دعوة كامبل لإلقاء الخطاب الرئيسي حول ريادة الأعمال في الصين في كلية Solbridge الدولية للأعمال في جامعة بكين للدراسات الأجنبية.

### استحواذه على نطاق .club
في يونيو 2013 حصلت شركة ذات مسؤولية محدودة حصلت على نطاق .club من خلال مزاد خاص بعد جمع 7 ملايين دولار من 27 مستثمرا فرديا. علمًا أن كولين كامبل، هو الرئيس التنفيذي للشركة، ورفض الكشف عن سعر المزاد النهائي، نقلا عن اتفاقات السرية.

## الحياة الشخصية
إنَّ كولين كامبل كندي الجنسية أصلهُ من تورنتو، تخرج من جامعة تورنتو بدرجة بكالوريوس الآداب في التجارة ويعيش الآن في فورت لودرديل. تم الاعتراف بعمله من قبل مجلة الربح الكندية [الإنجليزية]، التي صنفت شركاته في المرتبة السابعة والثانية الأسرع نموًا في كندا وتحديدًا بين عامي 1997 و 1998 على التوالي. وفي عام 2005، صنفت مجلات Profit and Inc. شركته على أنها الأسرع نموًا.

## روابط خارجية
- الموقع الرسمي